# Fournier RF 5
Die RF 5 ist ein zweisitziges Reiseflugzeug des französischen Flugzeugkonstrukteurs René Fournier.

## Geschichte
Die RF 5 war ein Entwurf des französischen Konstrukteurs René Fournier, der die elegante Konstruktion der RF 3 sowie der RF 4 auf Anforderung von Alfons Pützer 1966 zu einem Doppelsitzer weiterentwickelte, der mit der bereits erfolgreichen SF 25 in Konkurrenz treten sollte. Der RF 5-Prototyp entstand ab Anfang 1967 in der Entwurfswerkstatt von René Fournier im französischen Nitray. Der fertiggestellte Prototyp wurde im Dezember 1967 von Nitray auf die Dahlemer Binz per LKW transportiert, wo Bernard Chauvreau mit der WNR. 5001 am 22. Januar 1968 zum Erstflug startete. Bei der anschließenden Flugerprobung wies der verwendete Motor Rectimo 1600 konstruktive Defizite auf, die zu einem Wechsel auf den Limbach L1700E führten. Am 28. Mai 1969 erteilte das Luftfahrt-Bundesamt für diese Konfiguration mit dem Gerätekennblatt 695 die Musterzulassung für die RF 5 als Motorsegler. Die Zulassung als Motorflugzeug in Frankreich erwies sich mit dem Einzelzünder-Motor L1700E als schwierig und wurde später aufgegeben. Von der RF 5 entstanden in den Folgejahren eine Reihe von Weiterentwicklungen und Derivaten, die unter „Weiterentwicklungen“ beschrieben sind.

## Konstruktion

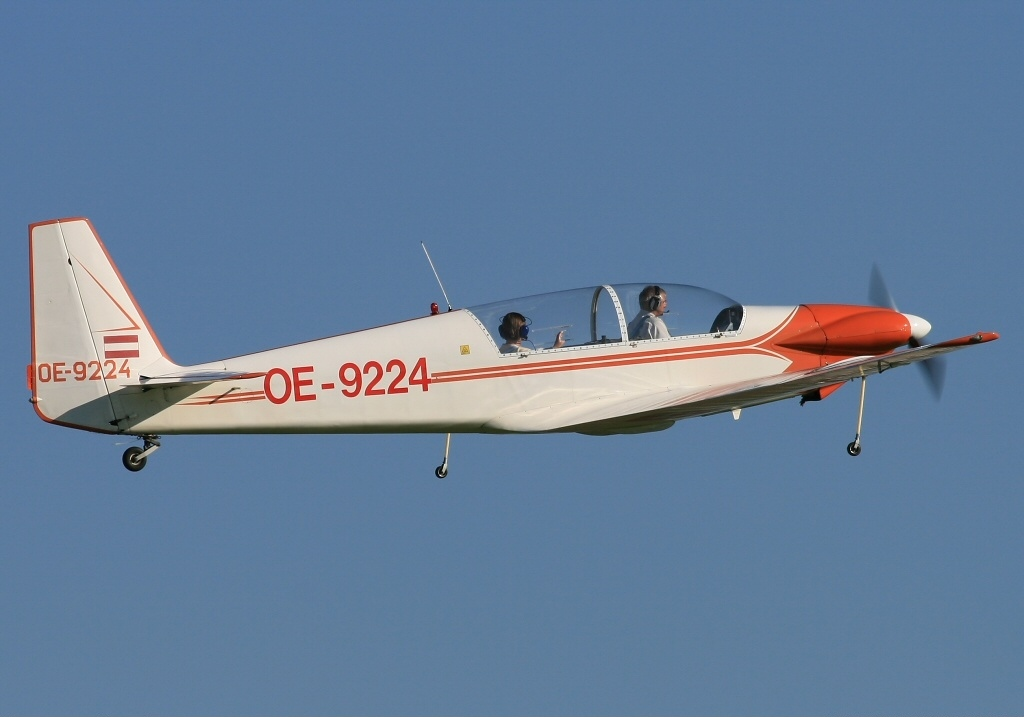
RF 5 mit eingezogenem Hauptrad, Prag-Letnany 2009

Die RF 5 ist ein in Holzbauweise gefertigter, doppelsitziger, eigenstartfähiger freitragender Tiefdecker. Die Besatzung sitzt hintereinander, was die Stirnfläche und damit den Luftwiderstand verringern hilft. Ursprünglich war der hintere Sitz beim Prototyp hinter dem Frachtraum angesiedelt. Noch während der Bauphase fasste Fournier beide Sitze zusammen und verlagerte den Frachtraum in den hinteren Teil der Kabine. Ein Alleinstellungsmerkmal ist die Kunstflugtauglichkeit, die nur wenige Reisemotorsegler aufweisen, sowie die zu dieser Zeit relativ hohe Reisegeschwindigkeit von bis zu 170 km/h (RF 5). Das Fahrwerk besteht aus einem einziehbaren Zentralrad sowie je einem Stützrad unter jeder Tragfläche, ähnlich wie bei der SF 25.
Bei der dreiteilig ausgeführten Tragfläche wurden die Außenteile von der RF 4 übernommen. Die Spannweite ist durch die faltbaren Außenflügel, die danach auf dem Innenflügel aufliegen, verringerbar. Bei der RF 5 beträgt die Spannweite dann noch 8,74 m, bei der Version RF 5B sind es 11,22 m. Die Tragfläche ist konventionell aufgebaut und besitzt einen Kastenholm und eine torsionssteife Sperrholznase.
Beim Prototyp WNr. 5001 kam anfänglich ein Rectimo-Motor auf Basis eines 1600-cm³-VW-Motors zum Einsatz. Nachdem bei diesem speziell für die RF 5 entwickelten Motor bei der Erprobung Kühlungsprobleme auftraten, stellte die Firma Limbach Flugmotoren aus Königswinter den späteren 68 PS starken Vierzylinder-Viertaktmotor SL1700E-Motor auf Basis des 1700-cm³-VW-Motors für die RF 5 zur Verfügung, der bei den Serienmaschinen zum Einsatz kam. Die Zertifizierung des L1700E erfolgte zunächst im Rahmen der Musterzulassung der RF 5. Mit der Zeit wurden die meisten Motoren durch Limbach 2000 oder Sauer 2100 ersetzt, die 10 bis 20 PS mehr Startleistung liefern.
Die Leistungsvermessung der Idaflieg ergab für den Sperber RF 5B mit einer Gleitzahl von 23,5 den gleichen Wert wie für ASK 16 und SF 28A. Die Grundversion wird an verschiedenen Stellen mit Gleitzahlen von 18 bis 22 angegeben.

## Vermarktung und Weiterentwicklung
Einen Überblick über sämtliche bei Sportavia-Pützer, Aerojaen und Helwan gebauten RF 5 und RF 5B findet man bei Zöller.

### Fournier RF 5 Serienproduktion bei Sportavia-Pützer (1969–1975)
Die exklusiven Lizenzrechte zur Serienfertigung der RF 5 vergab René Fournier im Dezember 1967 an die Sportavia-Pützer GmbH auf der Dahlemer Binz, für die Fournier das Flugzeug entwickelt hatte. Die Serienfertigung der RF 5 lief Ende 1968 bei Sportavia-Pützer an. Insgesamt 43 RF 5 entstanden im ersten Produktionsjahr für den deutschen, finnischen und österreichischen Markt. Einzelstücke gingen 1969 auch nach Südafrika. Die ersten Maschinen für den französischen Vertriebspartner Alpavia wurden Ende 1969 ausgeliefert. Die ungünstige Entwicklung des Wechselkurses und die Einschränkungen bei der französischen Zulassung der RF 5 führten in Frankreich allerdings nur noch zu einer geringen Nachfrage bei der RF 5. Ähnliche Probleme ergaben sich in England, wo der Vertriebspartner Sportair im März 1970 die ersten Maschinen erhielt. Auch hier konnten nur wenige Exemplare abgesetzt werden. Vom Vertrieb der RF 5 in Nordamerika nahm Pützer wegen des dort nicht zulassungsfähigen Einzelzünder-Motors L1700E Abstand. Erst im Gebrauchtflugzeugmarkt kamen später einzelne Flugzeuge in die USA. Einzelstücke wurden in Belgien, Spanien und der Schweiz, sowie nach Südamerika und Japan verkauft, während der überwiegende Teil der RF 5 Produktion in Deutschland verblieb. Bereits 1971 wurde die Produktion bei Sportavia-Pützer auf ein Flugzeug pro Monat zurückgefahren. Nach 1972 entstanden nur noch einige Einzelstücke auf konkrete Kundenanforderung hin. Die Produktion der RF 5 wurde Mitte der 70er Jahre nach 135 gebauten Exemplaren bei Sportavia-Pützer eingestellt.

### Sportavia RF 5B Sperber (1972–1976)
Da die Flugleistungen in der Grundversion mit einer Gleitzahl von 18 und einem Geringsten Sinken von 1,4 m/s nicht an die Flugleistungen vergleichbarer Konkurrenzmuster wie der Scheibe SF 25 heranreichten, ließ Alfons Pützer bei Sportavia weitgehend unabhängig von René Fournier die RF 5 bezüglich ihrer Segelflugeigenschaften optimieren. Hieraus entstand 1971 die RF 5B „Sperber“, bei der die Spannweite durch Verlängerung des Flügelmittelteils von 13,75 m auf 17 m erhöht wurde. Gleichzeitig senkte Manfred Schliewa den hinter dem Cockpit befindlichen Rumpf zur Verbesserung der Rundumsicht ab. Prinzipiell entstand damit ein auf der RF 5 basierendes, neues Flugzeug, das am 15. Mai 1971 zum Erstflug auf der Dahlemer Binz startete und am 10. Mai 1972 durch Erweiterung des RF 5-Gerätekennblatts 695 als RF 5-Baureihe zugelassen wurde. Die Serienfertigung der RF 5B lief bei Sportavia-Pützer 1972 mit zwei Exemplaren pro Monat an. Zwischen 1973 und 1976 entstand monatlich noch ein Exemplar auf der Dahlemer Binz, bevor die Produktion 1977 nach 80 gebauten Exemplaren eingestellt wurde. Neben Europa gehörten die USA, Australien, Südafrika und die Türkei zu den Absatzmärkten für die RF 5B. Eine Lizenzfertigung der RF 5B fand beim ägyptischen Flugzeughersteller Helwan bei Kairo statt. Besondere Bekanntheit erzielte das Muster durch Kunstflug Wilhelm „Salzmann“ Düerkops in Formation mit Hannes Mattes auf einer RF 4D.

### Helwan RF 5B Lizenzfertigung in Ägypten (1974–1975)
Ägypten war 1973 an der Beschaffung einer RF 5B zur Pilotenausbildung interessiert. Vier RF 5B wurden bis Anfang 1974 aus der Sportavia-Produktion nach Ägypten geliefert. Für weitere 20 RF 5B erwarb das ägyptische Flugzeugbau-Unternehmen Helwan in Heliopolis 1974 die Lizenzbaurechte. Hier entstanden 1974 etwa 20–30 weitere RF 5B (WNr. 10xx) teilweise mit Baugruppen aus Deutschland. Die Flugzeuge blieben bis 1983 in Ägypten im Einsatz und wurden danach teilweise nach Europa zurück verkauft.

### Weitere RF 5-Varianten (1972–1982)
Sowohl René Fournier als auch Sportavia-Pützer arbeiteten an einer Reihe von Weiterentwicklungen der RF 5, um deren Konkurrenzfähigkeit zu verbessern. Da der L1700E als Einzelzündermotor den Zulassungsvorschriften in den USA nicht genügte, ließ Alfons Pützer 1972 eine RF 5 mit einem 60 PS starken Franklin 2A-120 Zweizylinder-Viertaktmotor und einem vergrößerten Kraftstofftank unter der Bezeichnung Sportavia RF 55 ausrüsten. Nachdem Franklin die weitere Entwicklung des Motors aufgab, wurden auch bei Sportavia die Arbeiten an der RF 55 beendet. Als Sportavia RF 5D wurde auf der ILA 1974 eine RF 5B Sperber mit verkürzter Tragfläche und einem 74 PS starken Sportavia-Limbach-SL1700ED-Motor angekündigt, die allerdings so nie gebaut wurde. Auch René Fournier versuchte, 1982 bei Fournier Aviation noch einmal das RF 5-Konzept mit der Fournier Aviation RF 5C wieder zu beleben. Die RF 5C erhielt einen kürzeren Flügel, den stärkeren Limbach L2000E Motor und ein festes Doppelfahrwerk. Weder ein Prototyp noch der Serienbau wurden allerdings bei Fournier Aviation in Angriff genommen.

### Sportavia Versuchsträger S-5 und C-1 (1971–1979)
Mehrere RF 5 wurden Anfang der 70er Jahre bei Sportavia zum Aufbau von Versuchsträgern im Auftrag des Bundesverteidigungsministeriums verwendet. Bei diesen Versuchsträgern ging es in erster Linie um die Ortbarkeit und Erfassbarkeit von Flugzeugen.
Beim Versuchsträger S-5, der unter der Bezeichnung „Leiseflieger“ bekannt wurde, sollte die Lärmemission gegen eine akustische Erfassung am Boden minimiert werden und die Erfassung von Abgasen durch infrarotgesteuerte Raketensysteme eingeschränkt werden. Ausgerüstet wurde die S-5 von Manfred Schliewa mit einem 115 PS starken Lycoming-Motor mit schallisolierter Cowling, Schalldämpfer und einer Abgaskühlvorrichtung. Hoffmann stellte einen lärmminimierten Dreiblattpropeller für die S-5 zur Verfügung. Der Erstflug fand im Mai 1971 statt. Neben dem S-5-Prototyp sollen weitere drei S-5K bis Mitte der 70er Jahre bei Sportavia entstanden sein.
Der Versuchsträger C-1 wurde von Helmut Schrecker bei Sportavia als Versuchsträger für Radarversuche entwickelt. Hierzu wurde der hintere RF 5-Kabinenteil entfernt und durch einen Raum für die Messeinrichtung ersetzt. Die C-1 erhielt einen Flügel mit erhöhter Spannweite, ähnlich zur RF 5B Sperber. Wie die S-5 war auch die C-1 mit einem Lycoming-Motor und Abgaskühleinrichtung ausgestattet. Im Flügelkasten des Flugzeugs gab es eine Aufnahmeeinrichtung, mit der das Flugzeug für Bodentests auf einem Stützmast montiert werden konnte. Der Erstflug der C-1 fand im November 1975 statt.
Ende der siebziger Jahre wurden die Sportavia-Versuchsträger zerlegt. Der Rumpf der C-1 befindet sich heute im Luftfahrtmuseum in Wernigerode.

### Aerojaen RF 5-AJ1 „Serrania“ (1986–1995)
Mit Unterstützung von René Fournier entstand ab Mitte der 80er Jahre im spanischen Beas de Segura das Flugzeugwerk Aeronautica de Jaen, dem René Fournier die Lizenzrechte für den Bau von RF 5-Flugzeugen mit einem 80 PS starken Limbach-L2000E-Motor erteilte. Aerojaen erwarb die bei Sportavia noch eingelagerten RF 5-Betriebsmittel und nahm 1991 die Produktion der als RF 5-AJ1 „Serrania“ bezeichneten, spanischen RF 5 auf. Der Erstflug einer „Serrania“ fand am 23. Februar 1991 in Beas unter Führung von Bernard Chauvreau statt. Die Typenzulassung 73/1 durch die spanische Luftfahrtbehörde wurde im Juli 1992 erteilt. Insgesamt wurden nur 10 Flugzeuge einschließlich des Prototyps in Beas zwischen 1992 und 1995 gebaut.
Mit dem Ende der spanischen Produktion endete 1995 die Entwicklungsgeschichte der RF 5. Die Verwendung der zweisitzigen RF 5 als Trainings- und Ausbildungsflugzeug setzte Rene Fournier ab Anfang der 70er Jahre in Form des Ganzmetallflugzeugs Fournier RF-8 und ab 1973 mit der auf die Belange von Flugschulen ausgerichteten Fournier RF-6 um.
Die Friendship F3A und Friendship F4 von Erik Sandstroem sind zwar zweisitzige Ultralight-Entwicklungen. Sie basieren allerdings auf den einsitzigen Fournier-Entwicklungen RF 3 und RF 4 und sind daher nicht als Weiterentwicklungen der RF 5 zu werten.

## Technische Daten

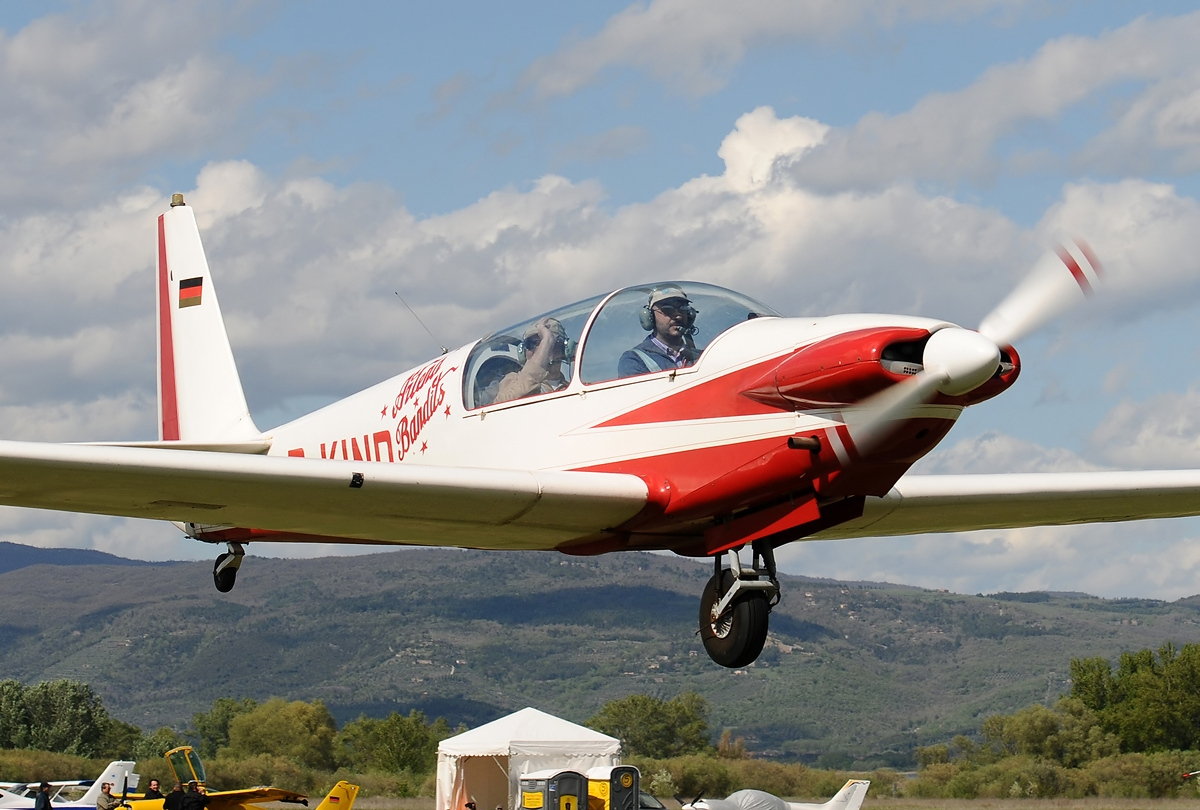
RF 5, Castiglione 2012

| Kenngröße             | RF 5                                           | RF 5B                             |
| --------------------- | ---------------------------------------------- | --------------------------------- |
| Besatzung/Passagiere  | 1+1                                            | 1+1                               |
| Länge                 | 7,80 m                                         | 7,71 m                            |
| Spannweite            | 13,74 m                                        | 17,00 m                           |
| Flügelfläche          | 15,16 m²                                       | 19,00 m²                          |
| Flügelstreckung       | 12,5                                           | 15,3                              |
| Flächenbelastung      | max. 42,88 kg/m2                               | max. 36,80 kg/m²                  |
| Flügelprofil          | NACA 23015/23012                               | NACA 23015/23012                  |
| Gleitzahl             | 18,1 bei 104 km/h                              | 23,5 bei 98 km/h                  |
| Geringstes Sinken     | 1,51 m/s bei 94 km/h und max. Flächenbelastung | 0,95 m/s bei 80 km/h              |
| Leermasse             | 450 kg                                         | 500 kg                            |
| max. Startmasse       | 650 kg                                         | 700 kg                            |
| Reisegeschwindigkeit  | 165 km/h                                       | 150 km/h                          |
| Höchstgeschwindigkeit | 250 km/h                                       | 225 km/h                          |
| max. Steigrate        | 3,0 m/s                                        | 3,0 m/s                           |
| max. Reichweite       | 760 km                                         | 420 km                            |
| Triebwerk             | 1 × Limbach L1700E, 50 kW (68 PS)              | 1 × Limbach L1700E, 50 kW (68 PS) |